# Heinrich Bomhoff
Heinrich Bomhoff (* 17. März 1878 in Westerland, Insel Sylt; † 19. Juni 1949 in Hamburg) war ein deutscher Architekt.

## Leben
Nach einer Maurerlehre besuchte Bomhoff von 1894 bis 1898 die Baugewerkschule Eckernförde. 1901 bis 1904 studierte er an der Technischen Hochschule Hannover. Ab 1906 war er als freischaffender Architekt in Hamburg tätig. Von 1928 bis 1945 arbeitete er zusammen mit Hermann Schöne. Er gehörte nach dem Zweiten Weltkrieg zu den ersten Vorstandsmitgliedern des Bundes Deutscher Architekten (BDA).

## Bauten und Entwürfe

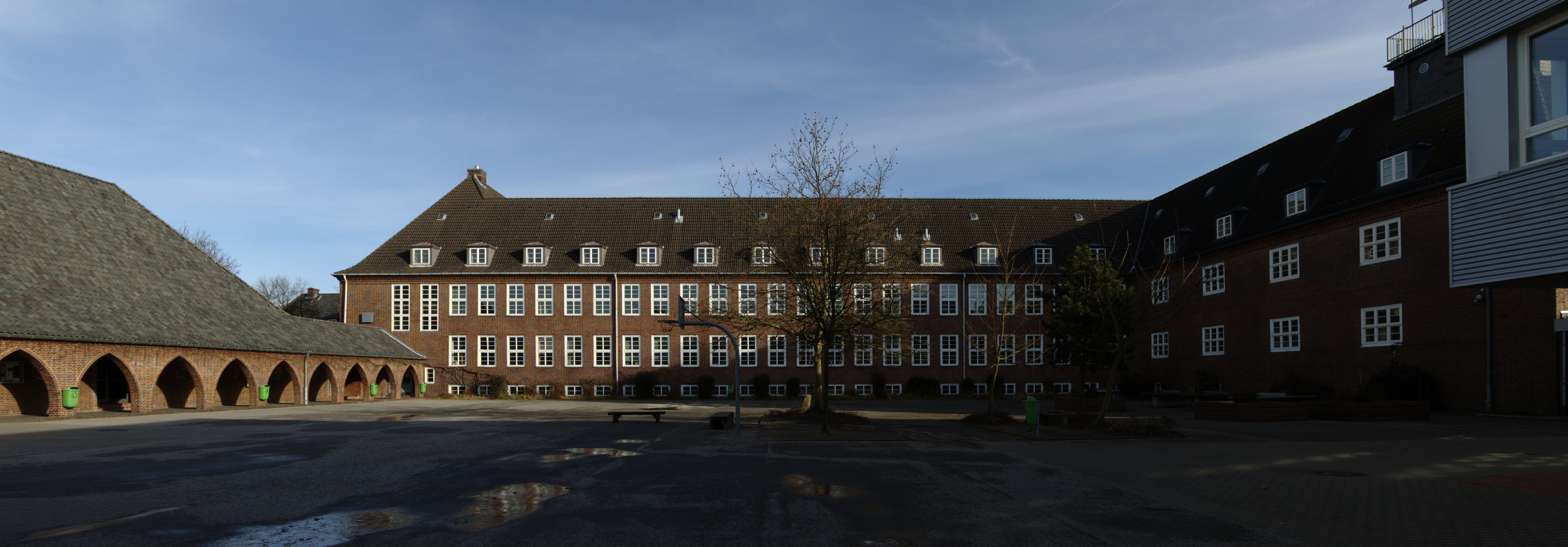
Sachsenwaldschule in Reinbek

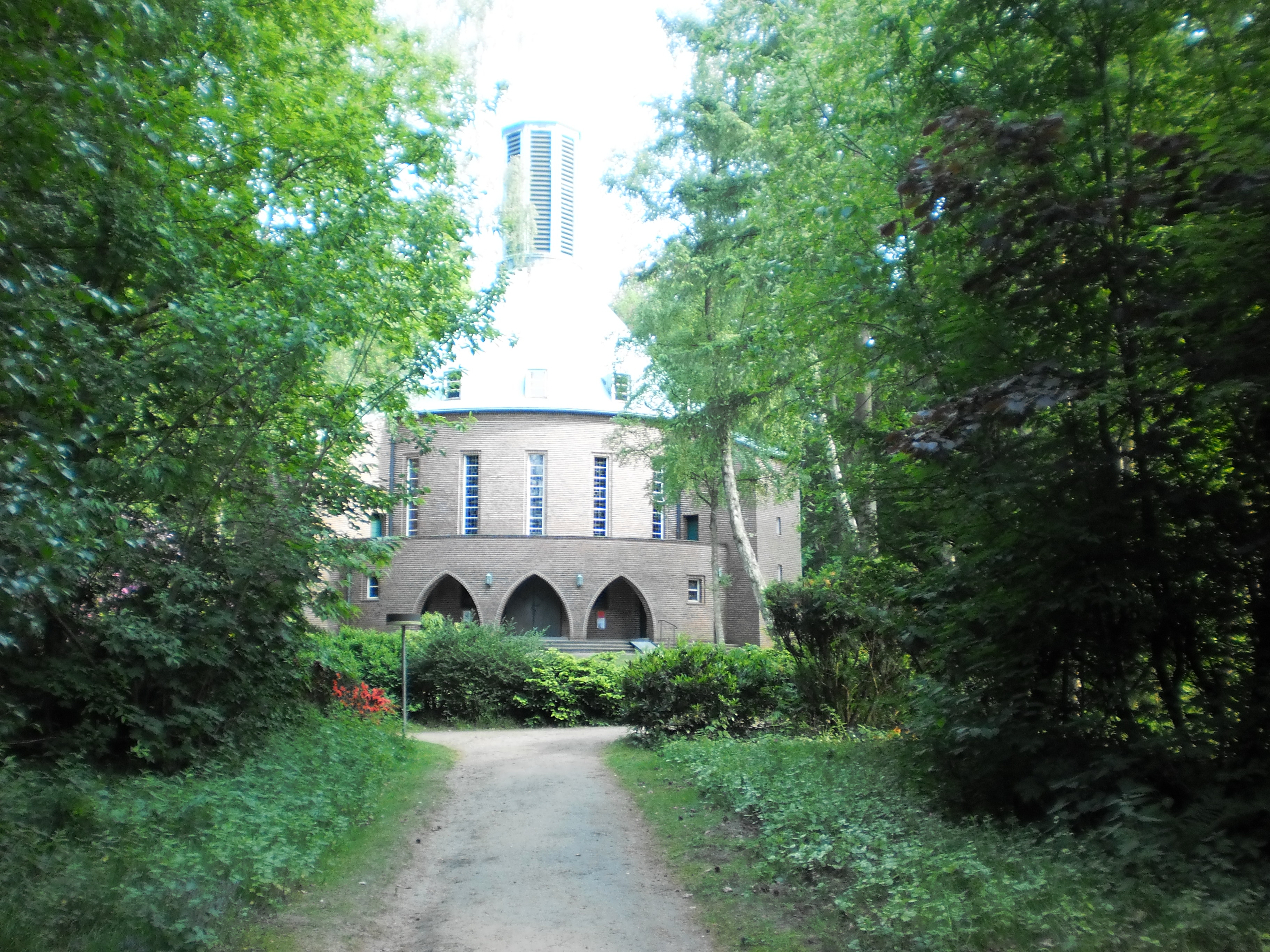
Bismarck-Gedächtnis-Kirche in Aumühle

- 1906–1908: Bauleitung der Kirche St. Nicolai in Westerland (nach Entwurf von Oskar Hossfeld)
- 1908: Friesenmuseum in Wyk auf Föhr[1]
- 1909: Wettbewerbsentwurf für den Bau der Anscharkirche in Neumünster (prämiert mit dem 3. Preis, nicht ausgeführt)
- 1909: Gebäude der Jungmannschule (heute: Pestalozzischule) in Eckernförde
- 1911: Schule in Burg auf Fehmarn, Bürgermeister-Lafrenz-Straße

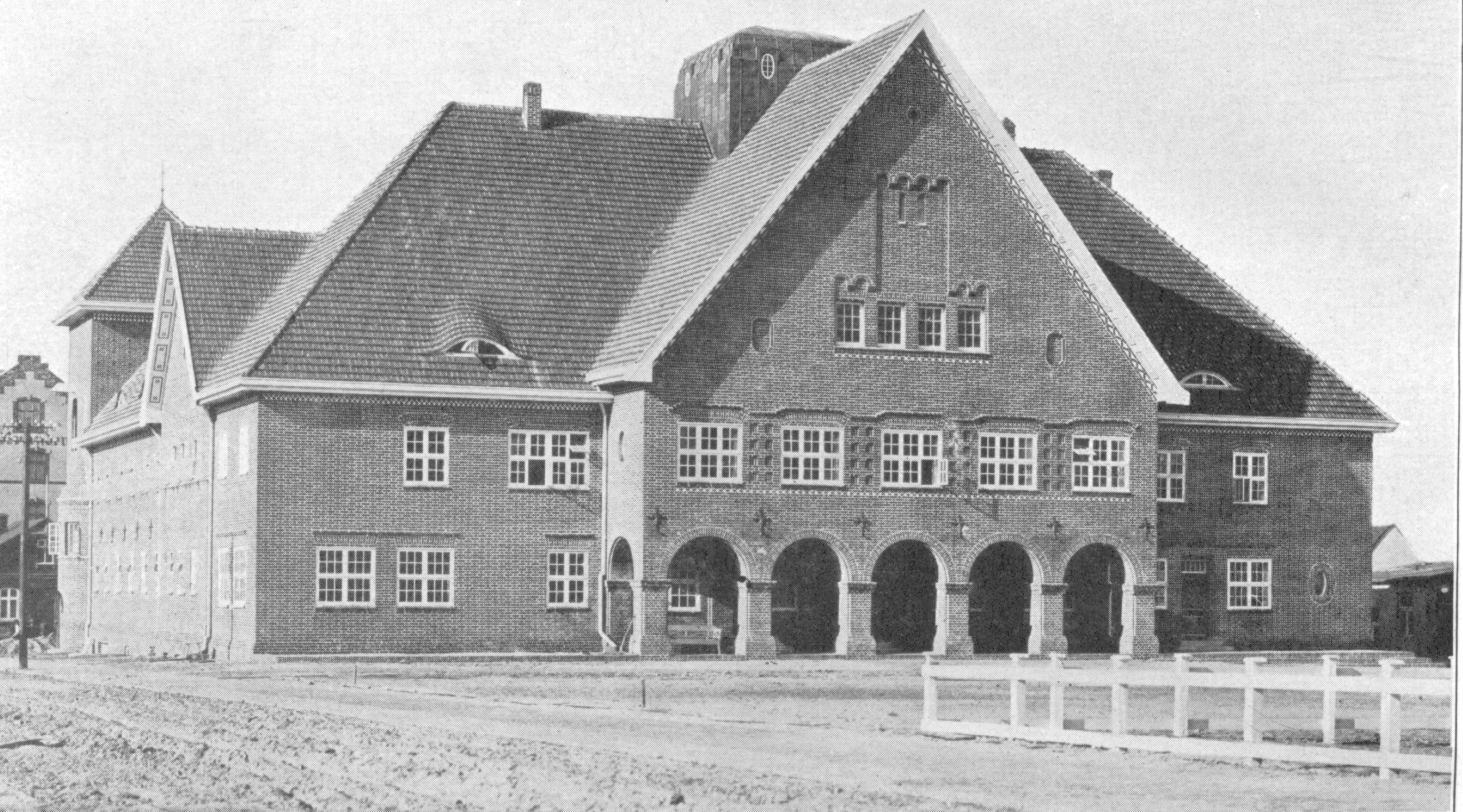
Warmbadehaus in Westerland auf Sylt

- Warmbadehaus in Westerland auf Syltvor 1912: Warmbadehaus, Westerland auf Sylt[2]
- vor 1912: Landhaus Gehlsen, Hamburg[3]
- 1912–1913: Schule und Wohnhaus Hofschlägerweg 1 in Hamburg-Tatenberg
- 1913: Friedrich-August-Realschule (heute Johann-Heinrich-Voß-Schule) in Eutin, Bismarckstraße 14[4]
- 1925–1926: Reformrealgymnasium und Wohnhaus für den Direktor (heute Sachsenwaldschule) in Reinbek
- 1928–1929: Kirchenpauer-Gymnasium (heute Norddeutsche Akademie für Finanzen und Steuerrecht) in Hamburg-Hamm, Hammer Steindamm 129 (zusammen mit Hermann Schöne)
- 1928–1929: Mehrfamilienwohnhaus-Bebauung Glindweg 16–32, Hanssensweg 2–8 und Jean-Paul-Weg 19–35 in der Jarrestadt in Hamburg-Winterhude (zusammen mit Hermann Schöne)
- 1928–1930: Bismarck-Gedächtnis-Kirche in Aumühle (zusammen mit Hermann Schöne)
- 1935: Erweiterung der Verwaltungsgebäude der Ebano Asphalt-Werke in Hamburg-Wilhelmsburg (zusammen mit Hermann Schöne)
- Kirche in Wyk auf Föhr

## Ehrungen

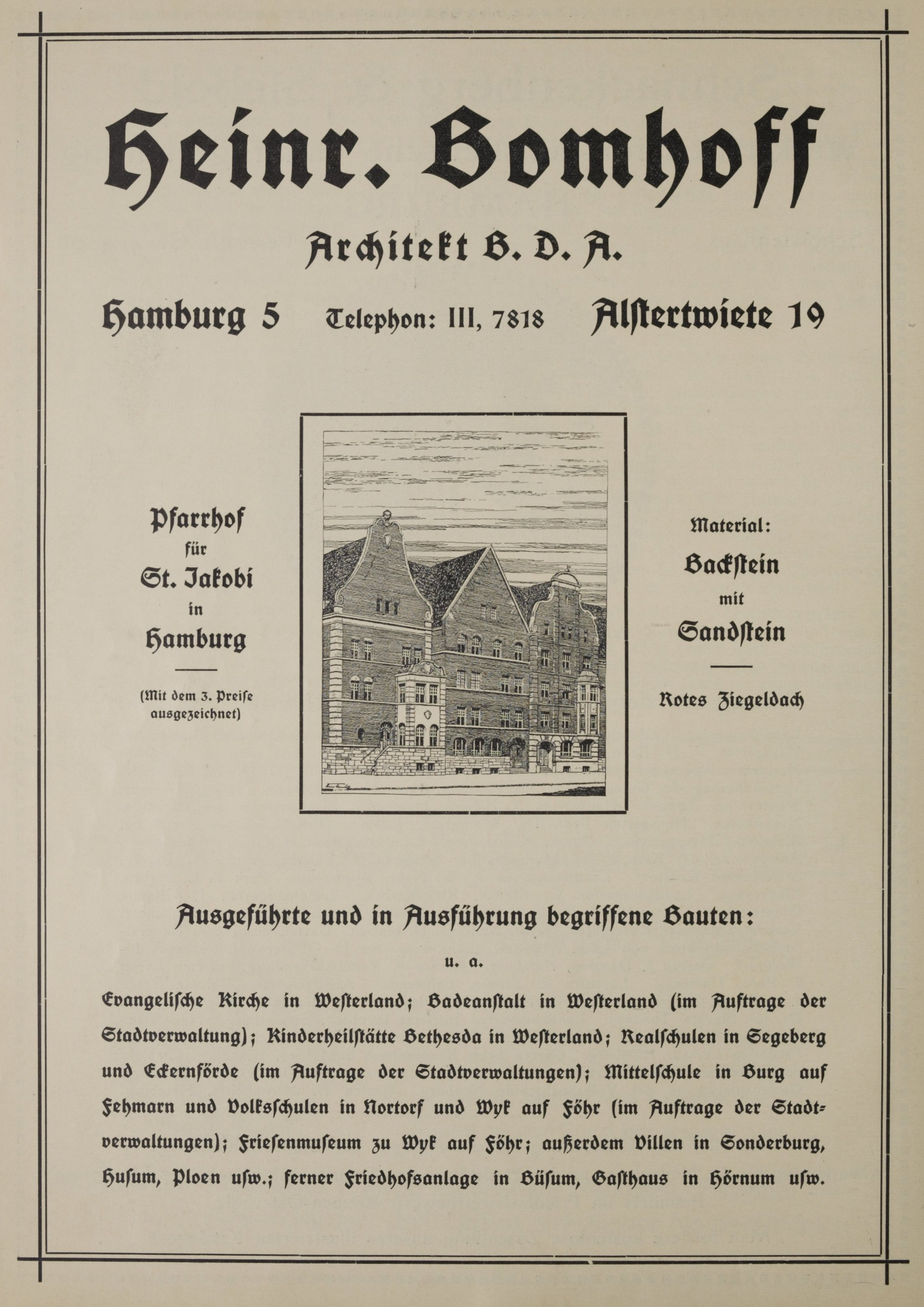
Werbeanzeige von Heinrich Bomhoff aus der Zeitschrift Der Hamburger, Dezember 1910

Nach Bomhoff sind der Heinrich-Bomhoff-Weg in Hamburg-Groß Flottbek  und die Bomhoffstraße in Westerland auf Sylt benannt. 